# Seregélyes Tibor
Seregélyes Tibor (1949. május 29. – 2005. december 20.) magyar botanikus, természetvédelmi szakember, ismert természetfotós. A 20. századi magyar növénytan egyik kiemelkedő személyisége. Biológusok generációit nevelte oktatóként, részt vett a modern hazai természetvédelem biológiai alapjainak megteremtésében, széles körű ismeretterjesztő tevékenységet végzett.

## Tanulmányai
Középiskolai tanulmányait a csepeli Jedlik Ányos Gimnáziumban végezte. Későbbi pályáját is meghatározta két gimnáziumi tanára, osztályfőnöke és angoltanára Tótfalusi Istvánné, valamint Vermes Miklós, Kossuth-díjas fizikatanára, „Muki bácsi” akik megalapozták a természetszeretetét és a nyitott, humanista életfelfogását.
Az Eötvös Loránd Tudományegyetem biológia-kémia szakát jeles és kitűnő eredménnyel végezte el (1967-1972). Igen könnyen tanult, ezért rosszul érintette a növényrendszertanból kapott hármas: makacs természete miatt ekkor nagyon megtanulta azt, valószínűleg ekkor kezdte komolyan foglalkoztatni a növénytan. Harmadéves korában már besegített a növényrendszertan gyakorlatokon negyedévesen már önállóan is tartott gyakorlatot. Az egyetem utolsó évében félállásban óraadó tanár volt a Jedlik Ányos Gimnáziumban.

## Munkássága
Az egyetem elvégzése után Simon Tibor professzor mellett a Növényrendszertan és Ökológia Tanszéken maradt, ahol 14 évet töltött. 1972-től 1974-ig ösztöndíjas gyakornok, 1974 júliusától szerződéses, 1975-től kinevezett tanársegéd, 1978-tól adjunktus. „Asszociáltság-analízis alkalmazása növénycönológiai tabellákra” című doktori értekezését summa cum laude védte meg 1975-ben. 
A tanszéket 1986-ban hagyta el. A Környezetvédelmi (később Környezetgazdálkodási) Intézetbe került, ahol védett területek fenntartási és fejlesztési terveinek készítésével foglalkozott. Felelős tervezője volt az Ócsai Tájvédelmi Körzet, a Dinnyési-fertő Természetvédelmi Terület, a Fertő-tó Tájvédelmi Körzet, a Dabasi Turjános Tájvédelmi Körzet, a Hanság Tájvédelmi Körzet és a Sárréti Tájvédelmi Körzet fenntartási és fejlesztési terveinek, azonban szakértőként közreműködött a Hortobágyi Nemzeti Park, az Aggteleki Nemzeti Park valamint a Tokaj–Bodrogzug Tájvédelmi Körzet fenntartási és fejlesztési terveinek készítésében is.
Az intézetből 1989-ben jött el és a későbbiekben második feleségével, Csomós Ágnessel közösen magánvállalkozóként kezelési tervek és hatástanulmányok készítésével foglalkozott szerte az országban. Ők készítették el többek között az időközben megalakult Fertő–Hanság Nemzeti Park természetvédelmi kezelési tervét. 1996-ban megkapta a Pro Natura emlékplakettet.
2009-ben posztumusz Magyar Örökség Díjat kapott 2009 márciusában.

## Tudományos és ismeretterjesztő tevékenysége
Munkásságában fontos szerepet kapott az ismeretterjesztés. Első ismeretterjesztő írása pár évvel az egyetem elvégzése után, 1975-ben született, s élete végéig összesen 78 jelent meg a Búvár (TermészetBúvár), a Környezetvédelem, az Élővilág, valamint az Élet és Tudomány című folyóiratokban a saját fotói kíséretében. 
A 80-as és 90-es években megjelent fontosabb ismeretterjesztő munkák közül ki kell emelni a Pannon enciklopédia sorozat Magyarország növényvilága c. kötetének „Vegetáció és társulások” fejezetét. Két multimédiás CD-t is tető alá hozott a hazai élőhelyekről és társulásokról, illetve a vadvirágokról. 1998-ra készült el a Nemzeti Tankönyvkiadónál a Simon Tibor professzorral együtt írt „Növényismeret” című kis növényhatározó, amely számos kiadást megért. Sok fotográfiája szerepelt nagyobb lélegzetű művekben, például a Magyarország növénytársulásai, a Magyar tudománytár vagy a Magyarország tájainak növényzete és állatvilága című kötetekben. Több tízezres diaanyaga virágokról, élőhelyekről, társulásokról mindmáig az egyik legjelentősebb volt az egész országban. 
Válogatott természetfotóiból 1999-ben önálló kiállítást is rendeztek a Magyar Természettudományi Múzeumban. Azt, hogy mennyire szívügye volt Tibornak az ismeretterjesztés, azt az eddig említetteken túl az is mutatja, hogy szerepet vállalt rádióban, televíziós műsorokban, filmekben is. 1997 és 1999 között sok felvételt készített Vele a Florafilm. A „Meghódított Kárpát-medence” című, csaknem egyórás, történeti ökológiai tárgyú filmben honfoglaló eleink és az erdőssztyepp kapcsolatáról mesélt, illetve a nagyközönség számára is érthetően és élvezetesen ismertette a sokaknak bizonyára meglepő tényt, hogy a Hortobágyi puszta a folyószabályozások eredményeként jött létre. Szerepelt a Kölcsönkapott Föld című műsorban (Vegetáció-térképek készítője, 1999), az Együtt a Földért – Zöld Béka műsorban (1991) és a Deltában is.